# Авдеев, Виктор Фёдорович
Ви́ктор Фёдорович Авде́ев (1909—1983) — русский советский писатель. Лауреат Сталинской премии третьей степени (1948).

## Биография
В. Ф. Авдеев родился 11 (24) ноября 1909 года в станице Урюпинской (ныне город Урюпинск Волгоградской области) в казачьей семье. После того, как мальчик осиротел, его отдали со старшим братом в интернат имени П. Алексеева в Новочеркасске. Будущий писатель долго был беспризорным, скитался по стране. В 1925 году его из детприёмника взяла ячейка Украинского Красного Креста и Друзей детей и направила на учёбу в семилетку. Увлёкшись литературным творчеством, В. Ф. Авдеев приехал в Москву, опубликовал свои ранние произведения в альманахе «Вчера и сегодня», созданном по инициативе А. М. Горького. От него писатель получил рекомендательное письмо на рабфак. В 1938 году он окончил Литературный институт имени А. М. Горького. Член Союза писателей СССР.
В своих рассказах и повестях автор повествует о беспризорниках, событиях Гражданской войны, судьбах донского казачества, жизни современной деревни, поднимает тему становления человеческой личности в условиях социалистического строительства.

## Творчество
Повести
- Крылатый связист (1937—1954)
- У нас во дворе (1940)
- Станичники (1946—1952)
- Гурты на дорогах (1947)
- Лёнька Охнарь (1957)
- Конец Губана (1957)
- Хлеб (1957)
- Моя Одиссея (1960)
- Шаг вперёд (1976)
- «Зайцем» на Парнас (1971)

Выступил одним из составителей сборников «Вчера и сегодня» (Москва, «Молодая гвардия», 1970; Москва, «Советская Россия», 1976) и предисловий к ним. Данный сборник был призван стать продолжением альманаха «Вчера и сегодня», созданного по инициативе А. М. Горького.

## Экранизации
- Бессмертная песня

## Награды и премии
- Сталинская премия третьей степени (1948) — за повесть «Гурты на дорогах» (1947)[6]